# Pablo Pasache
Luis Pablo Pasache Cari (* 1. Februar 1915 in Ica; † 1990 in Fremont) war ein peruanischer Fußballspieler, der später auch die chilenische Staatsbürgerschaft annahm. Mit der Nationalmannschaft wurde der Mittelfeldspieler Südamerikameister 1939.

## Karriere

### Verein
Pablo Pasache spielte ab 1938 für Deportivo Municipal und wurde mit dem Klub bis 1940 zweimal peruanischer Meister. Danach wechselte er zum chilenischen Hauptstadtklub CD Magallanes. Durch den regen Austausch zwischen den Vereinen spielte Pasache mit seinem peruanischen Nationalmannschaftskollegen César Socarraz auch mit dem CSD Colo-Colo ein Freundschaftsspiel in Argentinien gegen CA Independiente.
1945 kehrte Pasache in seine Heimat zurück und spielte für den Universitario de Deportes. Er war Teil des Meisterteams in den Jahren 1945, 1946 und 1949. Seine Karriere ließ der fünffache Meister dann bei Deportivo Municipal ausklingen, wo er noch zwei Jahre spielte und 1952 seine Karriere beendete.

### Nationalmannschaft
Pablo Pasache absolvierte von 1938 bis 1942 zehn Länderspiele für Peru.  Größter Erfolg für den Mittelfeldspieler war der Gewinn der Südamerikameisterschaft 1939 im eigenen Land, bei der Pasache drei Spiele bestritt, darunter auch den entscheidenden 2:1-Sieg über die favorisierten Uruguayer. Neben dieser Südamerikameisterschaft spielte Pasache auch beim Campeonato Sudamericano 1942, bei dem Peru nur den fünften Platz belegte.
Zusätzlich zu seinen zehn Länderspielen für Peru absolvierte Pasache im Januar 1941 ein inoffizielles Länderspiel für Chile bei der Copa Presidente de Argentina gegen Argentinien.

## Erfolge
Deportivo Municipal
- Peruanischer Meister: 1938, 1940

Universitario de Deportes
- Peruanischer Meister: 1945, 1946, 1949

Peru
- Südamerikameister: 1939